# Gerhard Lausegger
Gerhard Lausegger (* 23. September 1915 in Klagenfurt; † 20. Dezember 1966 in Argentinien) war ein österreichischer Offizier der SS, zuletzt als SS-Obersturmbannführer.

## Leben
Als Sohn eines Rechtsanwalts geboren, studierte Lausegger nach dem Besuch des Klagenfurter Gymnasiums Rechtswissenschaften an der Universität Innsbruck und schloss das Studium 1938 mit einem Doktorat ab. Während seiner Studienzeit wurde er 1934 Mitglied in der Burschenschaft Suevia Innsbruck, 1937 auch ihr Sprecher und zwei Jahre lang Obmann des Innsbrucker Waffenrings. Aufgrund von nationalsozialistischer Betätigung wurde er von der Universität vor 1938 für zwei Semester vom Studium ausgeschlossen. Er beantragte am 20. Mai 1938 die Aufnahme in die NSDAP und wurde rückwirkend zum 1. Mai desselben Jahres aufgenommen (Mitgliedsnummer 6.240.814). Lausegger war Anführer des SS-Studentensturms in Innsbruck (SS-Nummer 307.477) und Adjutant der 87. SS-Standarte unter Erwin Fleiss, unter dem er im Rahmen des „Anschlusses“ Österreichs an das Deutsche Reich maßgeblich bei der Besetzung des Landhauses am 11. März 1938 vor Eintreffen der Wehrmacht beteiligt war.
Lausegger führte wenige Tage nach seiner Promovierung von der Universität im Rahmen des Novemberpogroms 1938 einen SS-Kommandotrupp, um den Auftrag zu erfüllen, Richard Berger, den Vorsitzenden der Israelitischen Kultusgemeinde für Tirol und Vorarlberg, zu ermorden. Robert Duy, Walter Hopfgartner und Gerhard Lausegger schlugen Berger den Schädel ein und warfen seinen leblosen Körper in den Inn. 1942 wurde er Reserveführer der Waffen-SS im Rang eines Untersturmführers. 1943 war er bei der 1. SS-Infanteriebrigade des SS-Grenadier-Ersatzbataillons Ost in Breslau eingesetzt und wurde 1944 wegen einer schweren Verwundung entlassen.
Am 16. Juni 1945 gelangte Lausegger in britische Kriegsgefangenschaft in Wolfsberg in Kärnten und wurde dort im Mai 1946 von Richard Bergers Sohn Frederik entdeckt. Er wurde am 20. Jänner 1947 zur Untersuchungshaft nach Klagenfurt überführt und wegen der Überfüllung des dortigen Gefängnisses fast freigelassen. Als Lausegger am 6. März 1947 nach Innsbruck überstellt werden sollte, gelang ihm die Flucht über die sogenannten Rattenlinien. Mit Hilfe eines Ausweises des Internationalen Roten Kreuzes konnte er über Südtirol nach Argentinien fliehen, wo er 1966 unter dem Falschnamen „Nicolo Gracea“ als „ehemaliger rumänischer Staatsbürger“ bei einem Unfall verstarb. Er war nach § 3 des Kriegsverbrechergesetzes (KVG) und § 134 des StG. angeklagt worden und war bis zu seinem Tod wegen Mordes gesucht; 1965 wurde die Verhaftung ausgeschrieben.
Auch Robert Duy konnte aus der Gefangenschaft entfliehen. 
Walter Hopfgartner wurde am 30. Dezember 1949 aus einem sowjetischen Kriegsgefangenenlager entlassen. Am 20. September 1950 fand die erste Hauptverhandlung statt; er wurde am gleichen Tag zu drei Jahren schwerem Kerker verurteilt. Von der Anklage des Mordes wurde er freigesprochen, da er auf Befehl und nicht in Tötungsabsicht gehandelt habe.
Lausegger wird auf einem Denkmal der Burschenschaft Suevia auf dem Westfriedhof gedacht, was jahrelang kontrovers diskutiert wurde, laut Bürgermeisterin Christine Oppitz-Plörer sei das Suevia-Denkmal „leider nicht zu [ändern]“. Stattdessen wurde im November 2015 eine Gedenk-Stele für Richard Berger unweit des Denkmals errichtet.